# 发财日记
《发财日记》是宋小宝执导的电影处女作、喜剧电影，宋小宝、沙溢、马丽、张一山主演，2021年2月12日（农历初一）在腾讯视频、爱奇艺、优酷同步上线。

## 剧情
以中国1980年代初改革开放为背景，讲述了东北髮小小宝追随二哥南下深圳打拼逐梦，他意外收养了一名弃婴取名“天意”并辛苦抚养长大，因为一次救助老大爷而免费居住在了他家里，并与租住在大爷家里的创业女青年马露相识相恋的励志故事。

## 角色
| 演員   | 角色       | 介紹                                   |
| 宋小宝 | 小宝       | 从小作为孤儿长大成人，勤恳老实的打工人 |
| 沙溢   | 二哥       | 行动大胆想一夜暴富的人，屡败屡战       |
| 马丽   | 马露       | 卖女性内衣的小商人，小宝邻居           |
| 张一山 | 天意       | 小宝的养子                             |
| 艾伦   | 马露前夫   | 经常骚扰马露并向她要钱                 |
| 王祖藍 |            | 天意小學同學的父親                     |
| 宋曉峯 | 火車銷售員 | 在往深圳火車上兜售餐食的銷售員         |

## 歌曲
电影主题曲：《天意2021》，于2021年2月9日发布，是1994年刘德华经典歌曲《天意》的重新演绎版。
- 演唱：刘德华、宋小宝
- 作词：李安修
- 作曲：陈耀川